# أبراج أرمادا
أبراج أرمادا هي مجمع من ثلاث ناطحات سحاب في المنطقة الحرة لمركز دبي للسلع المتعددة في أبراج بحيرات جميرا (JLT) بُني بمقابل مرسى دبي وبجوار نادي الإمارات للغولف في دبي، الإمارات العربية المتحدة. وهو مجتمع متعدد الأغراض يضم وحدات سكنية وفندقية واستشفائية وتجارية.

## عام
أبراج أرمادا هي إحدى مشاريع مجموعة أرمادا في الإمارات العربية المتحدة. تم منح عقد البناء لشركة CSHK وتقدر التكلفة الإجمالية للمشروع بأكثر من مليار درهم (300 مليون دولار أمريكي). بدأ البناء في أوائل عام 2005 واكتمل في عام 2009.
صمم الأبراج عدنان سفاريني.

## برج أرمادا 1
يقع في المجموعة P، القطعة 1. يتكون برج أرمادا 1 من 36 طابقًا ويبلغ ارتفاعه 150 متر (490 قدم) طابقًا.

## برج أرمادا 2
تقع في المجموعة P، القطعة 2. برج أرمادا 2 هو الأطول من الثلاثة، حيث يبلغ 167 متر (548 قدم) مع 40 طابقا. هو مبنى تجاري مختلط مع شركات / منظمات دولية تدير عملياتها الإقليمية مثل شركة أرامكو الفرعية، مجموعة أرمادا، فندق أرمادا بلوباي مستشفى أرمادا، جامعة سانت بطرسبرغ الحكومية للاقتصاد والتمويل، بالإضافة إلى منافذ البيع بالتجزئة مثل صيدلية أرمادا وميثوس كوزينا آند جريل (مطعم يوناني  ومطعم نولا والبيت الاجتماعي (نيو أورلينز بار).

## برج أرمادا 3
تقع في المجموعة P، القطعة 3. يتكون برج أرمادا 3 من 36 طابقًا ويبلغ ارتفاعه 150 متر (490 قدم) طابقًا. برج أرمادا 3 هو برج سكني فاخر يوفر شققًا في أبراج بحيرات جميرا. يوجد عدد من متاجر البيع بالتجزئة التي تعمل من نفس المبنى مثل كوستا كوفي وكافالو نيرو صالون رجالي.

## معرض الصور

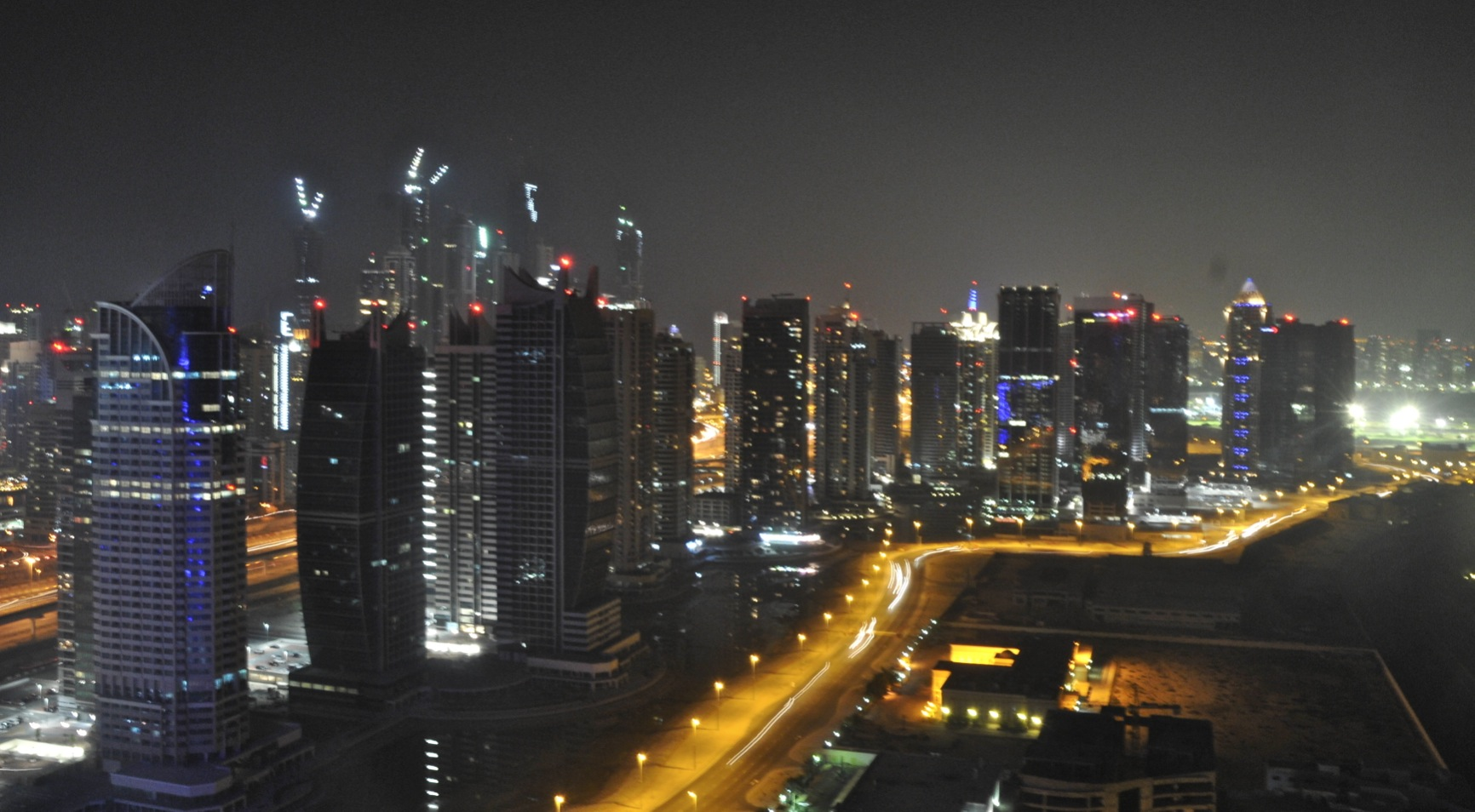
أرمادا في الليل
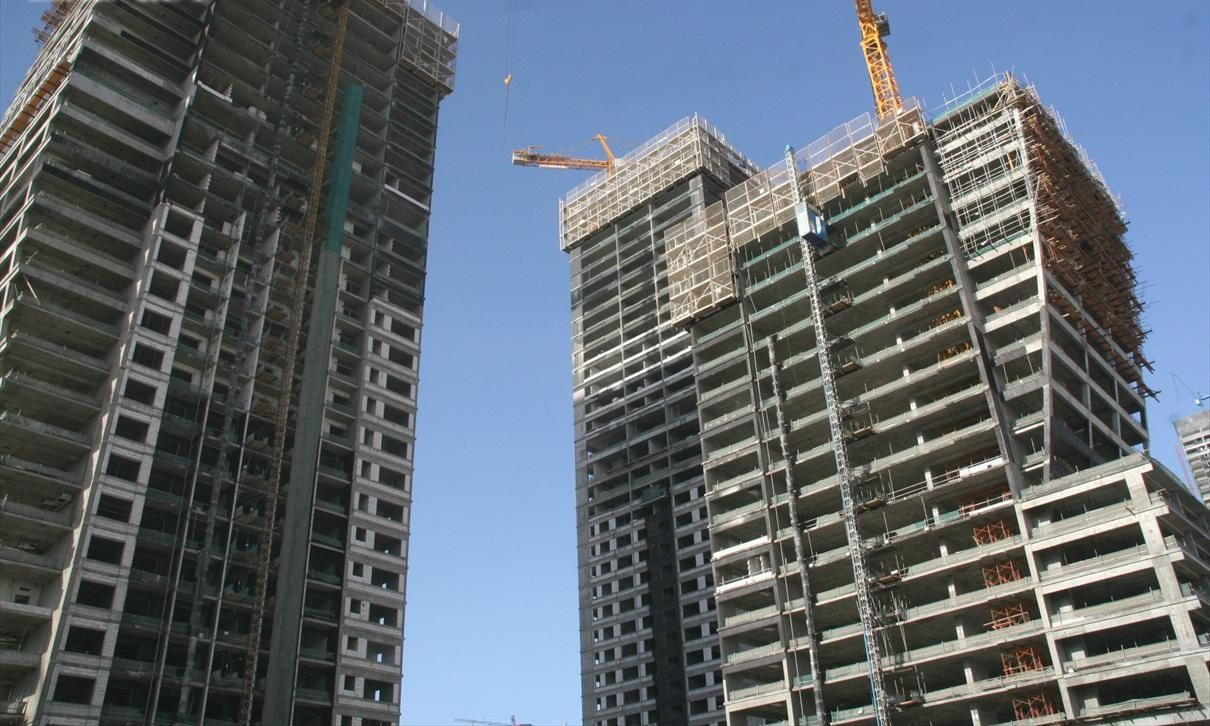
أبراج أرمادا خلال البناء 2007

## أنظر أيضا
- قائمة المباني الشاهقة في دبي

## روابط خارجية
- http://www.armadatowers.com
- http://www.armadaholding.com